# Leucocelis albosticta
Leucocelis albosticta är en skalbaggsart som beskrevs av Hermann Julius Kolbe 1895. Leucocelis albosticta ingår i släktet Leucocelis och familjen Cetoniidae. Inga underarter finns listade i Catalogue of Life.